# Universidade de Northampton
A Universidade de Northampton (em inglês: University of Northampton) é uma universidade pública com sede em Northampton, na Inglaterra. Foi fundada em 1999 pela fusão de várias faculdades de treinamento e ganhou status universitário completo em 2005.

## História
A cidade teve uma universidade na época medieval, entre 1261 e 1265, com o mesmo nome, estabelecida por carta régia após a aprovação do rei Henrique III em 1261. Era a terceira universidade da Inglaterra, depois de Oxford e Cambridge, e a 22ª da Europa. Após ser aconselhado por bispos e magnatas de que Northampton era uma ameaça para Oxford, Henrique III dissolveu a universidade em 1265 e assinou um decreto real que proibia o estabelecimento de uma universidade em Northampton.

### Faculdade Técnica de Northampton
A Northampton Technical College foi inaugurado na St George's Avenue em 1924. Oito anos depois, um novo prédio para a faculdade foi inaugurado formalmente pelo Jorge VI e pela Rainha Isabel. Uma Escola de Arte foi inaugurada mais tarde em 1937.

### A Faculdade de Educação e a Faculdade de Educação Superior Nene
No início da década de 1970, Northamptonshire era um dos poucos condados da Inglaterra que não possuía uma faculdade de formação de professores. Uma faculdade em Liverpool perdeu sua sede e foi transferida para o que hoje é o Park Campus. A Faculdade de Educação foi inaugurada pela Secretária de Estado da Educação e Ciência, Margaret Thatcher, em 1972. Em 1975, esta faculdade se fundiu com as Faculdades de Tecnologia e Arte para se tornar a Nene College of Higher Education. Em 1978, integrou o Leathersellers College de Londres.[carece de fontes?]

### University College Northampton e Universidade de Northampton
Tornou-se University College Northampton em 1999 e ganhou status de universidade plena em 2005. Para obter o status de universidade, teve que convencer o Conselho Privado de que um Decreto Real que proibia o estabelecimento de uma universidade em Northampton, assinado pelo Rei Henrique III em 1265 após a Batalha de Lewes, deveria ser revogado. Em 2005, a universidade também recebeu o poder de validar seus próprios diplomas de pesquisa, que antes eram validados pela Universidade de Leicester . Nas cerimônias de formatura de julho de 2006, sete alunos receberam os primeiros títulos de doutorado validados pela Universidade de Northampton.

## 2010–presente
Até 2018, a universidade tinha três locais principais: o Avenue Campus, ao norte do centro da cidade, em frente a um grande parque aberto conhecido como Racecourse; o Park Campus em Kingsthorpe, ao norte da cidade, que era o campus principal e maior, e um centro de inovação em frente à estação ferroviária. Em maio de 2012, a universidade anunciou planos para estabelecer um novo campus no centro da cidade. O Waterside Campus foi aberto aos estudantes em setembro de 2018, com as instalações dos campi Park e Avenue sendo transferidas.
As principais residências estudantis estão agora localizadas na vila estudantil do Waterside Campus e incluem Francis Crick, Margaret Bondfield, John Clare e Charles Bradlaugh. Um antigo apartamento no andar térreo do último é um Centro de Capelania Multirreligioso, e outro em John Clare abriga o Centro de Voluntariado Comunitário;Bassett-Lowke. Um salão de residência com 464 quartos, o “St John's Halls of Residence”, foi inaugurado em 2014 e acomoda principalmente alunos internacionais e de pós-graduação. Em Novembro de 2023, a BBC noticiou os protestos estudantis contra as “condições inseguras e anti-higiénicas” nestes pavilhões. Em dezembro de 2023, durante o mandato da Professora Anne-Marie Kilday como Vice-Reitora, a universidade anunciou o encerramento do Instituto de Tecnologias Criativas do Couro. Esta atividade foi fundada na universidade devido a uma longa tradição de trabalho com couro como principal indústria em Northampton.